# Rhododendron dumicola
Rhododendron dumicola är en ljungväxtart som beskrevs av Tagg och Forrest. Rhododendron dumicola ingår i släktet rododendron, och familjen ljungväxter. Inga underarter finns listade i Catalogue of Life.